# Bataille de Pozzolo (1800)
Pour l’article homonyme, voir Bataille du Mincio (1814).
Deuxième Coalition - Campagne d'Italie
Batailles
Guerre de la Deuxième Coalition
- St George's Caye (navale) (09-1798)
- Nicopolis (10-1798)
- Corfou (11-1798)
- Copenhague (navale) (04-1801)
- Algésiras (navale) (06-1801)

Campagne de Hollande
- Callantsoog (08-1799)
- Vlieter (08-1799)
- Zyp (09-1799)
- Bergen (09-1799)
- Alkmaar (10-1799)
- Castricum (10-1799)

Campagne de Suisse
- Ostrach (03-1799)
- Feldkirch (03-1799)
- 1re Stockach (03-1799)
- Frauenfeld (05-1799) (en)
- Winterthour (05-1799)
- 1re Zurich (06-1799)
- Schwytz (08-1799)
- Amsteg (08-1799) (en)
- Saint-Gothard (09-1799)
- 2e Zurich (09-1799)
- Linth (09-1799) (en)
- Muten (10-1799) (ru)
- Engen (05-1800)
- 2e Stockach (05-1800)
- Moesskirch (05-1800)
- Biberach (05-1800)
- Erbach (05-1800)
- Höchstädt (06-1800)
- Ampfing (12-1800)
- Hohenlinden (12-1800)

Campagne d'Égypte
- Malte 1 (06-1798)
- Malte 2 (06-1798)
- Alexandrie (07-1798)
- Chebreiss (07-1798)
- Pyramides (07-1798)
- 1re Aboukir (08-1798)
- Salheyeh (08-1798)
- Malte 3 (09-1798)
- Sédiman (10-1798)
- Caire (10-1798)
- Samanouth (01-1799)
- El Arish (02-1799)
- Syène (02-1799)
- Jaffa (03-1799)
- Saint-Jean-d'Acre (03-1799)
- Mont-Thabor (04-1799)
- 2e Aboukir (07-1799)
- Damiette (11-1799)
- Héliopolis (03-1800)
- 3e Aboukir (03-1801)
- Mandora (03-1801)
- Canope (03-1801)
- Fort Jullien (04-1801)
- Le Caire (06-1801) (en)
- Alexandrie (08-1801)

2e Campagne d'Italie
- Vérone (03-1799)
- Magnano (04-1799)
- Cassano (04-1799)
- Mantoue (04-1799)
- Bassignana (05-1799)
- 1re Marengo (05-1799) (en)
- Modène (06-1799) (en)
- Trebbia (06-1799)
- 2e Marengo (06-1799) (en)
- Novi 1 (08-1799)
- Rome (09-1799)
- Mannheim (09-1799) (en)
- Novi 2 (10-1799) (en)
- Genola (11-1799)
- Gênes (04-1800)
- Sassello (04-1800) (en)
- Fort Bard (05-1800)
- Verceil (05-1800)
- Turbigo (05-1800)
- Montebello (06-1800)
- 3e Marengo (06-1800)
- Pozzolo (12-1800)

La bataille de Pozzolo (également connu sous le nom de « passage du Mincio », ou « bataille de Monzambano ») a été menée le 25 décembre 1800 et a vu la victoire difficile des Français du général Brune sur les Autrichiens du général Bellegarde.

## Contexte
À la suite de l'armistice convenu après la bataille de Marengo, Français et Autrichiens étaient séparés par « la ligne du Mincio » : le général autrichien Bellegarde occupe cette ligne avec 70 000 hommes, appuyé d'un côté au lac de Garde et de l'autre à Mantoue.
L'« armée de réserve » est désormais commandée par Brune, après le départ du général Bonaparte, Premier consul, pour Paris.

## Avant la bataille
Le général Macdonald avait reçu l'ordre de franchir les Alpes avec l'armée des Grisons, tandis que le général Brune devait remonter au nord, se joindre à Macdonald, puis de se porter tous deux aux sources du Mincio et de l'Adige pour faire tomber toute la ligne défensive des Autrichiens, qui s'étendait des Alpes jusqu'à l'Adriatique.
Quant à Dupont, il quitta la Toscane le 2 novembre pour rejoindre le gros de l'armée. Le 15 décembre, Macdonald passa le Splügen et arriva devant le Tyrol italien. Il restait à Brune de forcer le passage du Mincio, et le 20 décembre, il enleva les positions autrichiennes en avant de ce fleuve.
Le Mincio, grossi par les pluies, n'était pas guéable, et les ponts de Borghetto et de Valeggio étaient solidement retranchés. Brune résolut de tenter le passage en deux points : à Pozzolo et à Monzambano, ce dernier point devant être choisi pour l'attaque sérieuse. Les grandes attaques de Monzambano et Pozzolo furent indiquées pour la nuit du 24 au 25 décembre.

## Les généraux
Le général Delmas commandait l'avant-garde, Moncey la gauche, Michaud la réserve, tandis que Dupont avait le commandement de la droite. 

## Déroulement de la bataille

### L'aile gauche
Moncey se porte sur le village de Monzambano, dont il s'empare après une action très vive, où il eut un cheval tué sous lui. Ce succès était important en ce qu'il ouvrait à l'armée entière le passage du Mincio.

### L'aile droite
Le 25 au matin, Dupont, chargé de la diversion, couronne d'artillerie les hauteurs du moulin de la Volta, jette un pont, et, favorisé par le brouillard, porte de l'autre côté du fleuve la division Watrin. Cependant, à Monzambano, l'attaque a été remise et Dupont se retrouve seul sur la rive gauche contre toute l'armée autrichienne. Bellegarde dirige des masses serrées contre le corps qui a franchi le Mincio. 
Dupont a fait prévenir Suchet, qui observait, entre Pozzolo et Monzambano, le pont retranché (it) de Borghetto. Suchet accourt, quant à Brune, il se contente de remplacer devant Borghetto le corps de Suchet par la division Boudet. 
Dupont, s'inquiétant peu d'être soutenu, s'était engagé, avait enlevé Pozzolo et établi une nouvelle division sur la rive gauche, la division Monnier. Sous la protection de ses batteries, il soutint une attaque formidable, mais le nombre finit par l'emporter : Monnier est chassé de Pozzolo et Dupont va être rejeté dans le fleuve, quand Suchet prend sur lui de détacher la brigade Clauzel et une partie de la division Gazan. Suchet appuie le passage de ces renforts par un feu d'artillerie meurtrier depuis la rive droite. Cela permet de sauver et de désengager les troupes du général Dupont.
Dupont reprend l'offensive, Pozzolo est disputé avec acharnement, pris et repris six fois. Le combat se prolonge tout le jour et 6 000 hommes tombent des deux côtés. Le soir venu, Dupont resta maître d'un point de la rive gauche contre un ennemi trois fois supérieur en nombre, et le lendemain, Brune se décida à passer à Monzambano, mais l'honneur du passage et de la défaite des Autrichiens revint à Dupont. Suchet fait avec lui 4 000 prisonniers parmi les Autrichiens du général Bellegarde.

## Conséquences
Le même jour, l'armistice de Steyr est signé au nord des Alpes. Signé non loin de Vienne, par Moreau et l’archiduc Jean, l’armistice met fin aux affrontements armés entre Français et Autrichiens. 
En Italie, les Autrichiens se replient vers l'est sur l'Adige. Deux jours plus tard, l'armistice est signé. Le général Brune signe en vainqueur l'armistice de Trévise le 16 janvier 1801 qui oblige les Autrichiens à se retirer au-delà de Tagliamento. Celui-ci qui fut bientôt suivi de la paix de Lunéville, avec la victoire de Moreau à la bataille de Hohenlinden.
L'armistice permit au Français de s'installer durablement en Italie du Nord. Une seconde bataille du Mincio eut lieu lors de la campagne de 1814 (Sixième Coalition), le 8 février. Cette victoire du prince Eugène de Beauharnais sur le même maréchal-comte de Bellegarde n'empêcha pas l'éviction des Français d'Italie et le retour aux affaires des Autrichiens.

## Sources
- Extrait de l'article : « Campagne d'Italie (1799-1800) »